# Hacelia capensis
Hacelia capensis is een zeester uit de familie Ophidiasteridae.
De wetenschappelijke naam van de soort werd in 1925 gepubliceerd door Theodor Mortensen.